# Mistrzostwa Świata w Kolarstwie Torowym 1970
67. Mistrzostwa Świata w Kolarstwie Torowym odbyły się w dniach 6–12 sierpnia 1970 roku w brytyjskim Leicesterze. W programie mistrzostw znalazło się jedenaście konkurencji: sprint i wyścig na dochodzenie dla kobiet oraz sprint, wyścig na dochodzenie, wyścig ze startu zatrzymanego zarówno dla zawodowców, jak i amatorów, wyścig drużynowy na dochodzenie zawodowców, a także wyścig tandemów i wyścig na 1000 m dla mężczyzn.

## Medaliści

### Kobiety
| Konkurencja                        | Złoto             | Srebro             | Brąz             |
| ---------------------------------- | ----------------- | ------------------ | ---------------- |
| Sprint indywidualny                | Galina Cariowa    | Galina Jermołajewa | Walentina Sawina |
| Wyścig indywidualny na dochodzenie | Tamara Garkuszyna | Raisa Obodowska    | Beryl Burton     |

### Mężczyźni
| Konkurencja                                   | Złoto                                                            | Srebro                                                                    | Brąz                                                                               |
| --------------------------------------------- | ---------------------------------------------------------------- | ------------------------------------------------------------------------- | ---------------------------------------------------------------------------------- |
| Sprint indywidualny amatorów                  | Daniel Morelon                                                   | Peder Pedersen                                                            | Gérard Quintyn                                                                     |
| Wyścig indywidualny na dochodzenie amatorów   | Xaver Kurmann                                                    | Ian Hallam                                                                | Wiktor Bykow                                                                       |
| Wyścig ze startu zatrzymanego amatorów        | Cees Stam                                                        | Horst Gnas                                                                | Antonio Cerda                                                                      |
| Sprint indywidualny zawodowców                | Gordon Johnson                                                   | Sante Gaiardoni                                                           | Leijn Loevesijn                                                                    |
| Wyścig indywidualny na dochodzenie zawodowców | Hugh Porter                                                      | Lorenzo Bosisio                                                           | Charly Grosskost                                                                   |
| Wyścig ze startu zatrzymanego zawodowców      | Ehrenfried Rudolph                                               | Theo Verschueren                                                          | Piet de Wit                                                                        |
| Wyścig drużynowy na dochodzenie               | RFN · Günter Haritz · Peter Vonhof · Hans Lutz · Erni Claußmeyer | NRD · Thomas Huschke · Heinz Richter · Herbert Richter · Manfred Ulbricht | ZSRR · Stanisław Moskwin · Władimir Kuzniecow · Wiktor Bykow · Władimir Siemieniec |
| Wyścig na 1000 m                              | Niels Fredborg                                                   | Harry Kent                                                                | Anton Tkáč                                                                         |
| Tandemy                                       | RFN · Jürgen Barth · Rainer Müller                               | NRD · Hans-Jürgen Geschke · Werner Otto                                   | Francja · Gérard Quintyn · Daniel Morelon                                          |

## Klasyfikacja medalowa
| Miejsce | Państwo         |   |   |   | Razem |
| ------- | --------------- | - | - | - | ----- |
| 1.      | ZSRR            | 2 | 2 | 3 | 7     |
| 2.      | RFN             | 3 | 1 | 0 | 4     |
| 3.      | Wielka Brytania | 1 | 1 | 1 | 3     |
| 4.      | Dania           | 1 | 1 | 0 | 2     |
| 5.      | Francja         | 1 | 0 | 3 | 4     |
| 6.      | Holandia        | 1 | 0 | 2 | 3     |
| 7.      | Australia       | 1 | 0 | 0 | 1     |
|         | Szwajcaria      | 1 | 0 | 0 | 1     |
| 9.      | NRD             | 0 | 2 | 0 | 2     |
|         | Włochy          | 0 | 2 | 0 | 2     |
| 11.     | Belgia          | 0 | 1 | 0 | 1     |
|         | Nowa Zelandia   | 0 | 1 | 0 | 1     |
| 13.     | Czechosłowacja  | 0 | 0 | 1 | 1     |
|         | Hiszpania       | 0 | 0 | 1 | 1     |